# Бохня (гмина)
Бохня (пол. Bochnia) — сельская гмина (волость) в Польше, входит как административная единица в Бохнявский повет, Малопольское воеводство. Население 18 207 человек (на 2004 год).

## Демография
| Перепись                       | Всего   | Всего | Женщины | Женщины | Мужчины | Мужчины |
| ------------------------------ | ------- | ----- | ------- | ------- | ------- | ------- |
| Единицы                        | человек | %     | человек | %       | человек | %       |
| Население                      | 18 207  | 100   | 9206    | 50,6    | 9001    | 49,4    |
| Плотность населения (чел./км²) | 160,1   | 160,1 | 81      | 81      | 79,2    | 79,2    |

## Сельские округа
1. Бачкув
2. Бессув
3. Богуцице
4. Бжезница
5. Бучина
6. Церекев
7. Хелм
8. Циковице
9. Даменице
10. Домбровица
11. Гавлув
12. Герчице
13. Гожкув
14. Грабина
15. Кшижановице
16. Лапчица
17. Майковице
18. Мощеница
19. Непшесня
20. Нешковице-Мале
21. Нешковице-Вельке
22. Острув-Шляхецки
23. Погвиздув
24. Прошувки
25. Седлец
26. Сломка
27. Станиславице
28. Страдомка
29. Воля-Нешковска
30. Затока
31. Завада

## Соседние гмины

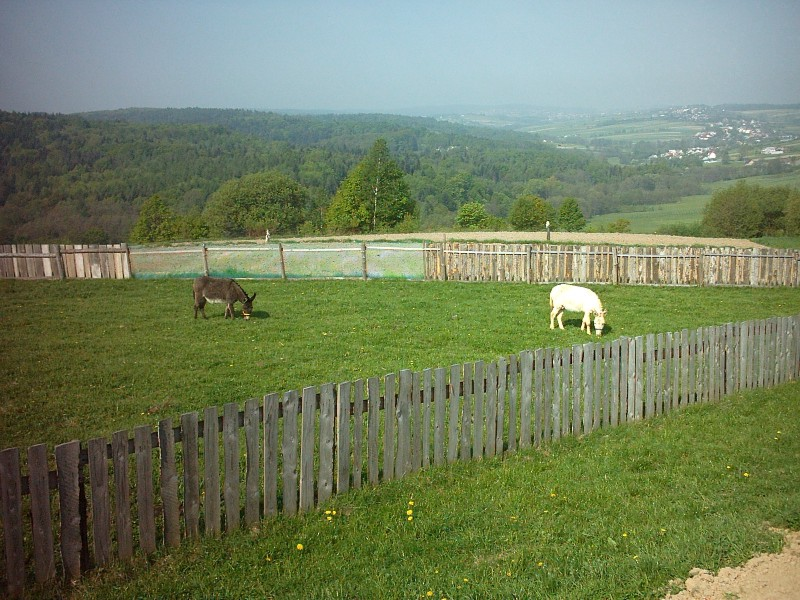
Гмина Бохня

1. Бохня
2. Гмина Бжеско
3. Гмина Дрвиня
4. Гмина Гдув
5. Гмина Клай
6. Гмина Лапанув
7. Гмина Новы-Виснич
8. Гмина Жезава